# Eusaproecius tinantae
Eusaproecius tinantae är en skalbaggsart som beskrevs av Antoine Boucomont 1923. Eusaproecius tinantae ingår i släktet Eusaproecius och familjen bladhorningar. Inga underarter finns listade i Catalogue of Life.